# ゴーちゃん。GIRL'S TV
『ゴーちゃん。GIRL'S TV』（ゴーちゃん。ガールズ ティーヴィー）とは、2013年4月6日から2014年3月22日までテレビ朝日で放送されていた番宣番組を兼ねたバラエティ番組である。放送時間は土曜2:20 - 2:50（金曜深夜）、『朝まで生テレビ!』の放送がある毎月最終金曜の翌日未明には放送を休止。

## 概要
テレビ朝日は、1959年2月1日に日本教育テレビ (NET) として開局してから55周年を迎えたのを受け、2013年4月から2014年3月までの1年間を開局55周年記念期間と位置づけた。その開局55周年キャンペーンの一環として、テレビ朝日の女性アナウンサーによる55周年応援スペシャルユニット「ゴーちゃん。GIRLS」を結成した。本番組では、彼女たちがテレビ朝日のマスコットキャラクターであるゴーちゃん。とともにありとあらゆる事にチャレンジしつつ、イベントなどの情報も紹介していた。

## 出演者
- ゴーちゃん。（テレビ朝日マスコットキャラクター）
- ゴーちゃん。GIRLS （いずれも出演時点ではテレビ朝日アナウンサー）
  - 森葉子 - イメージカラー：グリーン。
  - 青山愛 - イメージカラー：ブルー。
  - 宇佐美佑果 - イメージカラー：オレンジ。
  - 久冨慶子 - イメージカラー：ピンク。
- 野上慎平（テレビ朝日アナウンサー） - ナレーター。

## テーマ曲
- ボクらのABILITY[1]（ゴーちゃん。とゴーちゃんGIRLS） - 2014年1月10日放送分より、エンディングのみ。